# رمادي
اللون الرماديّ أو الرصاصي أو الأخصف يصف ظل اللون ومشيجه المتفاوت بين البياض والسواد. وتسمى هذه الألوان "اللانُقْبية" والألوان عديمة اللون، والألوان الحيادية. وقد صنفت الألوان الحيادية حديثا، فهي ذات تلون وصفاء لوني ضئيلين في دولاب الألوان.
يمكن الحصول على الطلاء الرماديّ بمزج الألوان المكملة (وهي الألوان المتقابلة في دولاب الألوان، مثل الأصفر والبنفسجي). وفي النموذج اللوني ح‌خ‌ز‌ المستخدم في شاشات الحواسيب، ينتج اللون الرماديّ بمزج الأحمر والأخضر والأزرق بكميات متساوية. وتسمى الصور التي تحتوي فقط على ألوان حيادية بأحادية اللون، أو بأبيض وأسود، أو بالتدرج الرمادي.
ليس الرماديّ لونا بحد ذاته وإنما تدرج ما بين الأبيض والأسود.[بحاجة لمصدر] في نظام النموذج اللوني أحمر-أخضر-أزرق، وهو النظام الذي يعرف أي لون بثلاثة قيم للأحمر والأخضر والأزرق، وفي حال اللون الرمادي (بكافة أطيافه من الأبيض إلى الأسود) تكون قيم الألوان الثلاثة دائما متساوية.
تأتي تسمية اللون الرمادي من لون مادة الرماد وهي المخلفات الصلبة لاحتراق مادة عضوية بالكامل.

## درجات اللون الرمادي
| درجات اللون الرمادي (الألوان اللانُقبيّة) |               |                            |                         |
| اللون                                   | الاسم في HTML | القيمة الست عشرية في ح خ ز | القيمة العشرية في ح خ ز |
| دخاني                                   | whitesmoke    | F5F5F5                     | 245 245 245             |
| رمادي معدني                             | Gainsboro     | DCDCDC                     | 220 220 220             |
| رمادي فاتح                              | lightgray     | D3D3D3                     | 211 211 211             |
| فضي                                     | silver        | C0C0C0                     | 192 192 192             |
| رمادي داكن                              | darkgray      | A9A9A9                     | 169 169 169             |
| رصاصي فاتح                              | gray          | 808080                     | 128 128 128             |
| رصاصي داكن                              | dimgray       | 696969                     | 105 105 105             |

## رموز اللون الحيادي
- عادة ما يرمز الحيادي، خاصة عند الغرب، للاكتئاب الحزن الوحدة.
- عند الهندوس، للرمادي أهمية وقدوسية. كما تذكر بلون الرماد.
- الرمادي على المقاومات الكهربائية والمكثفات يشير إلى القيمة 8 والدقة 0.05%
- الإبهام، فهو ليس أبيضا ولا أسودا.

## حواش
1. ↑  W3C TR CSS3 Color Module, HTML4 color keywords نسخة محفوظة 17 أكتوبر 2017 على موقع واي باك مشين.